# Benjamin Franklin
Benjamin Franklin (Boston, 17 de janeiro de 1706 – Filadélfia, 17 de abril de 1790) foi um polímata estadunidense. Considerado um dos Pais Fundadores dos Estados Unidos, foi um dos líderes da Revolução Americana, conhecido por suas citações e experiências com a eletricidade. Foi ainda o primeiro embaixador dos Estados Unidos na França.
Deísta, e uma figura representativa do iluminismo, correspondeu-se com membros da sociedade lunar e foi eleito membro da Royal Society.

## História

### Juventude
Benjamin Franklin nasceu em Milk Street, Boston. O seu pai, Josiah Franklin, era comerciante de velas de cera, e casou duas vezes. Benjamin foi o 17.º filho de 20 crianças nascidas dos dois casamentos.
Deixou os estudos aos dez anos de idade e aos doze começou a trabalhar como aprendiz do seu irmão, James, um impressor que publicava um jornal chamado "The New-England Courant". Tornou-se colaborador da publicação e foi seu editor nominal, escrevendo as cartas, sob o pseudônimo de Mrs. Silence Dogood, uma viúva de meia idade. Depois de uma discussão com o irmão, Benjamin fugiu, causa que o transformou em um fugitivo da lei, indo primeiro a Nova Iorque e depois a Filadélfia, onde chegou em outubro de 1723.
Em breve encontrou trabalho como impressor, mas após alguns meses, foi convencido pelo governador Keith a ir para Londres, onde, desiludido das promessas de Keith, voltou a trabalhar como compositor tipográfico, até que um mercador chamado Thomas Denham o fizesse regressar a Filadélfia, dando-lhe uma posição na sua empresa.

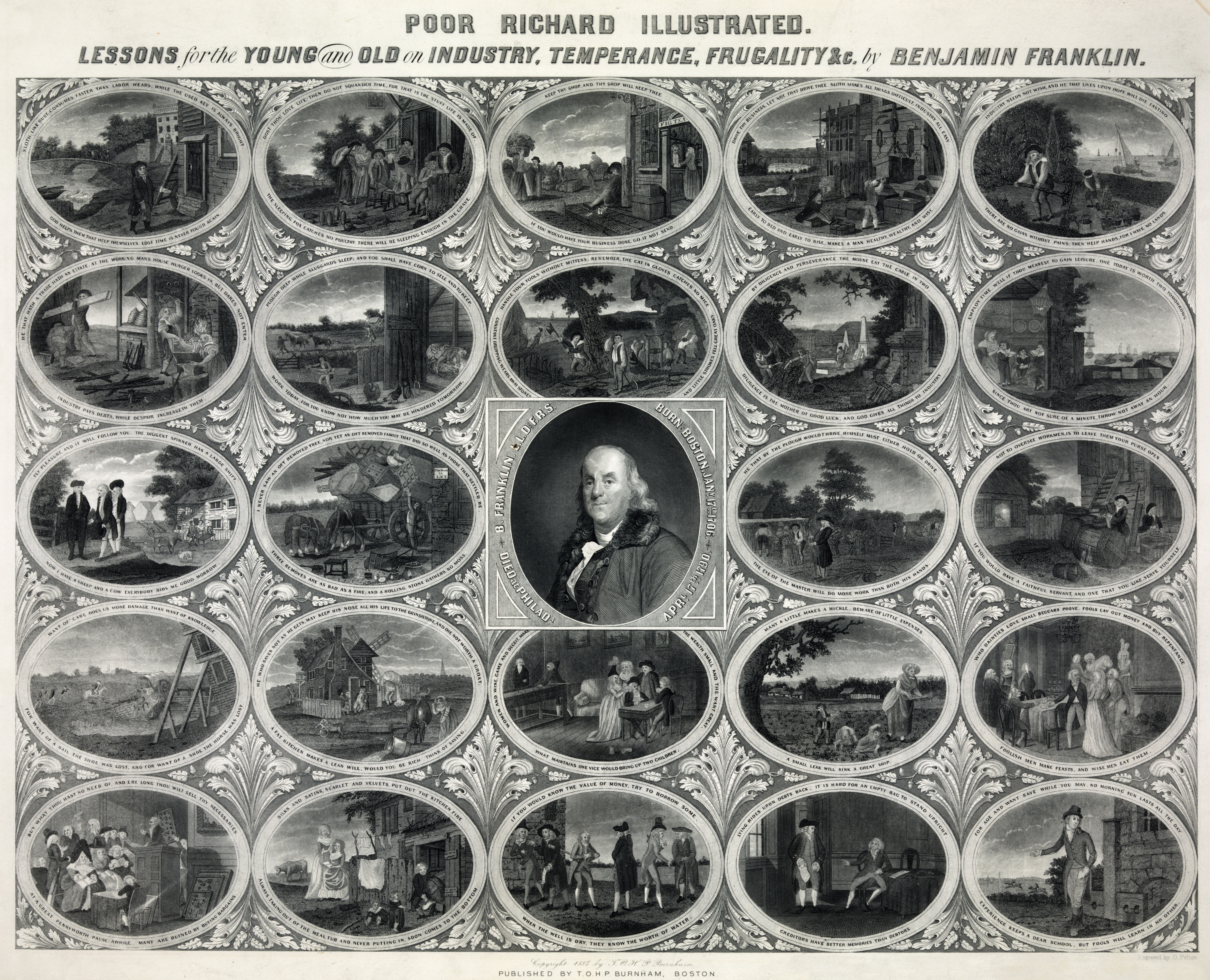
Almanaque do Pobre Ricardo (Poor Richard's Almanac).

Em 1732 começou a publicar o famoso Almanaque do Pobre Ricardo (Poor Richard's Almanac), no qual se baseia boa parte da sua popularidade nos EUA. Provérbios deste almanaque, tais como "um tostão poupado é um tostão ganhado", tornaram-se conhecidos em todo o mundo.
Franklin e outros maçons juntaram os seus recursos em 1731 e iniciaram a primeira biblioteca pública de Filadélfia. Fundaram para esse fim uma empresa, que encomendou os seus primeiros livros em 1732, na sua maioria livros de teologia e educacionais, mas em 1741 a biblioteca também incluía obras de história, de geografia, de poesia e de ciência. Os sucessos dessa empreitada encorajaram a abertura de bibliotecas em outras cidades americanas e Franklin percebeu que tal iniciativa fazia parte da luta das colônias na defesa dos seus interesses.

### Assuntos públicos e estudos científicos
Em 1758, o ano em que Franklin deixou de escrever para o almanaque, imprimiu O sermão do pai Abraão, hoje considerado o texto mais famoso da literatura produzida na América nos tempos coloniais.
Entretanto, Franklin estava preocupado cada vez mais com os assuntos públicos; fundou a Universidade da Pensilvânia e a sociedade filosófica americana, com o fim de fomentar a comunicação das descobertas entre os homens da ciência. Ele já tinha começado a pesquisa da estática, que o iria ocupar, juntamente com outros temas científicos, com a política e com os negócios, até ao fim da sua vida.

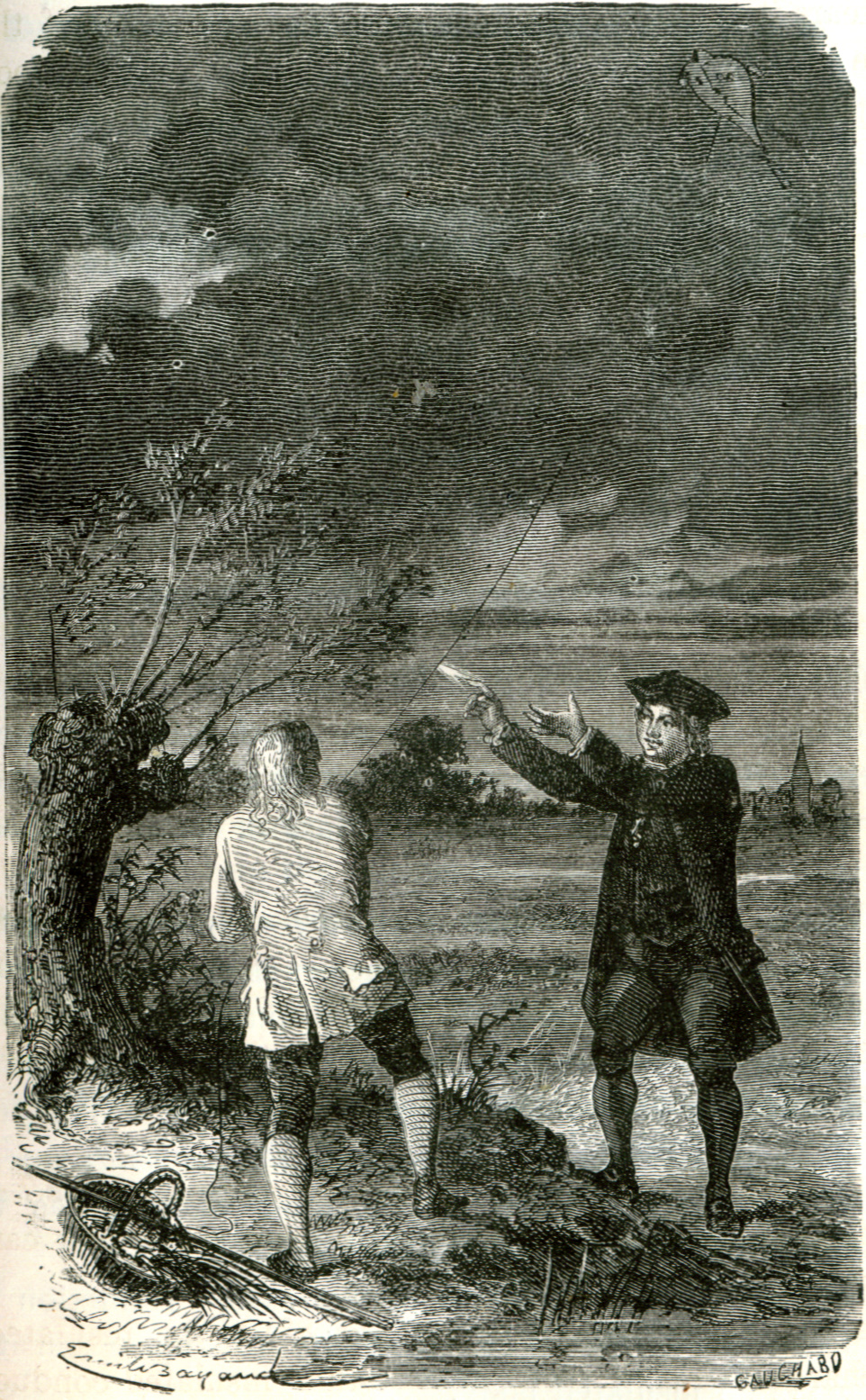
Franklin, e seu filho William, realizando a famosa experiência da pipa.

Em 1748 Franklin vendeu o seu negócio e, tendo adquirido uma riqueza notável, pôde dispor de mais tempo livre para os estudos. Num espaço de poucos anos fez descobertas sobre a eletricidade que lhe deram reputação internacional. Identificou as cargas positiva e negativa, e demonstrou que os raios são um fenómeno de natureza elétrica.
Franklin tornou esta teoria inesquecível através da extremamente perigosa experiência da pipa ao fazer voar uma pipa durante uma tempestade, em 1 de outubro de 1752, auxiliado por seu filho William. Nos seus escritos, ele demonstra que estava consciente dos perigos e dos modos alternativos de demonstrar que o trovão era elétrico. Se Franklin fez a experiência, ele não a fez da forma descrita – ela teria sido fatal.
As invenções de Benjamin Franklin incluíram o para-raios, o aquecedor de Franklin - franklin stove (um aquecedor a lenha que se tornou muito popular, debitando uma corrente de ar diretamente na área a aquecer), as lentes bifocais e o corpo de bombeiros norte-americano.
Franklin estabeleceu duas áreas de estudo importantes das ciências naturais: eletricidade e meteorologia. Na sua obra clássica A história das teorias da eletricidade e do Éter, Sir Edmund Whittaker refere-se à inferência de Franklin de que quando se esfrega uma substância não se cria nenhuma carga elétrica, mas esta é apenas transferida, de modo que "a quantidade total em qualquer sistema isolado é invariável". Esta asserção é conhecida como o "princípio da conservação da carga".
Como tipógrafo e editor de jornais, Franklin frequentava os mercados dos agricultores para angariar notícias. Um dia notou que a notícia que dava conta de uma tormenta num lugar distante da Pensilvânia deveria se referir à mesma tormenta que visitara Filadélfia em dias recentes. Concluiu que algumas tormentas se deslocam, o que levou aos mapas sinóticos da meteorologia dinâmica, substituindo a dependência única pelos gráficos da climatologia.
Em 1751, Franklin e o Dr. Thomas Bond obtiveram o alvará da legislatura da Pensilvânia para estabelecer um hospital. O hospital da Pensilvânia seria o primeiro hospital a ser criado naquela nação nascente que viria a se chamar Estados Unidos da América. Em 1754, Franklin liderou a delegação da Pensilvânia ao congresso de Albany. Este encontro de várias colônias tinha sido requerido pela associação comercial (Board of Trade) inglesa para melhorar as relações com os índios na defesa perante os franceses. Franklin propôs um amplo plano de união para as colônias. Apesar de o plano não ter sido adotado, elementos dele encontraram posteriormente lugar nos artigos da confederação e da Constituição Americana. Ele também foi contra a emissão de papel-moeda para satisfazer as dívidas dos bancos.
Na política, Franklin foi um hábil administrador, mas também uma figura controversa: usou sua influência para favorecer familiares. O seu mais notável serviço ao público consistiu na reforma do sistema postal. Ganhou fama de estadista por seus serviços diplomáticos, atuando na ligação das colônias com a Grã-Bretanha e mais tarde com a Rússia.

### Últimos anos

Declaração da Independência

Após o retorno à América, Benjamin Franklin tomou parte no caso Paxton, que levou à perda do seu assento na assembleia. Em 1764 foi novamente enviado para Inglaterra como agente das colônias, desta vez a pedido do Rei, para retirar o governo das mãos dos proprietários. Em Londres, opôs-se ativamente à proposta da Lei do Selo (Stamp Act), mas perdeu popularidade por ter assegurado a um amigo o cargo de agente fiscal nos EUA. Nem seu trabalho eficaz no apoio à revogação da lei recuperou sua popularidade.
Continuou, porém, seus esforços na defesa das colônias mesmo quando as disputas avançavam para a crise da revolução, o que lhe causou conflito irreconciliável com o seu filho, que permaneceu ardentemente leal ao governo britânico.
Em 1767, Franklin atravessou o canal até a França, onde foi recebido com honra; mas antes do seu regresso para casa, em 1775, perdeu sua posição como ministro dos correios (postmaster), devido ao papel que teve na divulgação em Filadélfia da famosa carta de Hutchinson e Oliver. Na sua chegada a Filadélfia, foi eleito membro do congresso continental e assistiu a redação da Declaração da Independência Americana.
Em dezembro de 1776 voltou à França como emissário dos Estados Unidos. Residiu numa casa no subúrbio parisiense de Passy, doada por Jacques-Donatien Le Ray de Chaumont, que se tornaria seu amigo e o estrangeiro mais importante na ajuda obtida pelos Estados Unidos na Guerra da Independência Americana.
Franklin foi um dos principais dignitários da maçonaria americana. Ao chegar à França, tomou parte ativa no trabalho de depuração e de unificação da maçonaria, iniciado em 1773 com a criação do Grande Oriente, e que culminou em 1780. Dirigiu, da sua casa em Passy, "as Musas" (Loge des Neufs Soeurs), em que se reuniram artistas e literatos como Helvétius, Condorcet, Chamfort, Mercier, Houdon, Vernet.
Permaneceu na França até 1785, tendo sido muito apreciado na sociedade parisiense. O cardeal Rohan, do célebre Caso do colar de diamantes, organizou festas em sua honra. Um médico - Marat - submeteu-lhe experiências de física. Um advogado - Brissot - interrogou-o sobre o Novo Mundo e a experiência revolucionária. Outro, dedicou-lhe a sua primeira peça - Robespierre. Foi tão popular que se tornou chique para famílias ricas francesas decorar os seus salões com um quadro dele.
Franklin conduziu os assuntos de Estado do seu país com tal sucesso, incluindo a importante aliança militar e a negociação do tratado de Paris em 1783, que, quando regressou definitivamente aos EUA, recebeu um lugar meritório na independência americana, apenas superado pelo próprio George Washington. Quando foi chamado a regressar aos Estados Unidos em 1785, o rei honrou-o com a encomenda de um retrato pintado por Joseph Siffred Duplessis, que hoje está exposto na Galeria do Retrato Nacional do Instituto Smithsonian em Washington
Após seu retorno da França em 1785, Franklin dedicou-se à abolição da escravatura, tendo-se tornado presidente da sociedade que visava a esse fim e à libertação dos negros ilegalmente retidos em cativeiro.
Benjamin Franklin morreu em 17 de abril de 1790, em Filadélfia. Encontra-se sepultado no Christ Church Burial Ground, Filadélfia, Pensilvânia nos Estados Unidos.

## Visões políticas, sociais e religiosas
Como os outros defensores do republicanismo, Franklin enfatizou que a nova república só poderia sobreviver se as pessoas fossem virtuosas. Durante toda a sua vida, ele explorou o papel da virtude cívica e pessoal. Franklin achava que a religião organizada era necessária para manter os homens bons para seus semelhantes, mas raramente comparecia a serviços religiosos.
Uma das características notáveis de Franklin foi seu respeito, tolerância e promoção de todas as igrejas. Referindo-se à sua experiência na Filadélfia, ele escreveu em sua autobiografia, "novos lugares de culto eram continuamente desejados e geralmente erigidos por contribuição voluntária, meu ácaro para tal propósito, qualquer que fosse a seita, nunca foi recusado". "Ele ajudou a criar um novo tipo de nação que extrairia força de seu pluralismo religioso".

### Treze Virtudes
Franklin procurou cultivar seu caráter por meio de um plano de 13 virtudes, que desenvolveu aos 20 anos (em 1726) e continuou a praticar de alguma forma pelo resto de sua vida. Sua autobiografia lista suas 13 virtudes como:
1. Temperança: coma sem se empanturrar; beba sem se elevar.
2. Silêncio: Não fale se não beneficiar outros ou a si próprio; evite conversações superficiais.
3. Ordem: Faça suas coisas terem seus lugares; faça cada parte dos seus afazeres terem seu horário.
4. Resolução: Decida quais ações irá realizar; realize sem falhas o que decidir.
5. Frugalidade: Não crie gastos exceto para fazer bem a você ou outros; não desperdice nada.
6. Indústria: Não perca tempo; esteja sempre empregado em algo útil; corte todas as ações desnecessárias.
7. Sinceridade: Não engane; pense inocentemente e de forma justa, e, se falar, fale de acordo com isso.
8. Justiça: A ninguém prejudicar fazendo-lhe injustiça ou furtando-se a fazer-lhe o bem que lhe seja devido.
9. Moderação: Evite extremos; tolere injúrias o quanto puder.
10. Limpeza: Não tolere a sujeira no corpo, roupas ou habitação.
11. Tranquilidade: Não se perturbe com trivialidades ou acidentes comuns ou inevitáveis.
12. Castidade: Não use o sexo exceto para fins de saúde e procriação; nunca até a languidez, fraqueza ou de modo a atacar a reputação de outro ou de si mesmo.
13. Humildade: Imite Jesus e Sócrates.

Franklin não tentou trabalhar com eles todos de uma vez. Em vez disso, ele trabalharia em um e apenas um a cada semana, "deixando todos os outros com suas oportunidades normais". Embora Franklin não vivesse completamente por suas virtudes e, por sua própria admissão, tenha ficado aquém delas muitas vezes, ele acreditava que a tentativa o tornou um homem melhor, contribuindo muito para seu sucesso e felicidade, razão pela qual em sua autobiografia ele se dedicou mais páginas para este plano do que para qualquer outro ponto único; em sua autobiografia, Franklin escreveu: "Espero, portanto, que alguns de meus descendentes possam seguir o exemplo e colher os frutos".

### Escravidão
Franklin possuiu até sete escravos, incluindo dois homens que trabalhavam em sua casa e em sua loja. Franklin postou anúncios pagos para a venda de escravos e para a captura de escravos fugitivos e permitiu a venda de escravos em seu armazém geral. Franklin, no entanto, mais tarde se tornou um crítico declarado da escravidão. Em 1758, Franklin defendeu a abertura de uma escola para a educação de escravos negros na Filadélfia. Após retornar da Inglaterra em 1762, Franklin tornou-se notavelmente mais abolicionista, atacando a escravidão americana.